# Ross 154
Ross 154 ist ein Roter Zwerg zehnter Größenklasse im Sternbild Schütze, der mit einer Entfernung von etwa 9,7 Lichtjahren zu den sonnennächsten Sternen zählt. Der Stern gehört zur Klasse der Flare-Sterne und trägt als veränderlicher Stern die Bezeichnung V1216 Sagittarii. Entdeckt wurde er wie viele nahe dunkle Sterne durch seine hohe Eigenbewegung von Frank Elmore Ross, in dessen Katalog er die Nummer 154 erhielt. Der nächste Nachbar dieses Sterns ist Barnards Stern, der 5,4 Lichtjahre von Ross 154 entfernt ist.